# Пасси, Поль
Поль Эдуар Пасси (фр. Paul Édouard Passy, 13 января 1859, Версаль — 21 марта 1940, Бур-ля-Рен) — французский лингвист, исследователь в области фонетики.

## Ранняя жизнь
Поль Пасси родился в знатной французской семье: его отец, Фредерик, известный экономист и политик, был первым (совместно с Анри Дюнаном) лауреатом Нобелевской премии в 1901 году.
Пасси в детстве освоил английский, немецкий и итальянский языки, также изучал санскрит. Он окончил университет в 19 лет и десять лет проработал преподавателем английского и немецкого языков в государственных школах.

## Карьера
Пасси был в основном самоучкой в фонетике, его интерес в этом направлении связан из-за неоправданных методов преподавания языка в то время. В 1886 году Пасси основал ассоциацию учителей фонетики, которая впоследствии стала международной фонетической ассоциацией. Его друг Отто Йесперсен был одним из первых членов ассоциации.
Пасси давал частные уроки фонетики и французского произношения в своем доме в Бург-Ла-Рейне; среди его учеников был Дэниел Джонс. В 1894 году он занял кафедру общей и сравнительной фонетики в Высшей школе искусств (эта должность была создана специально для него), а в 1897 году стал помощником директора школы. За исключением четырёхлетнего перерыва, начавшегося в 1913 году, когда он был уволен по политическим мотивам за противодействие продлению обязательной военной службы, он оставался в Высшей Школе искусств до своей отставки в 1926 году.
В 1896 году он начал читать лекции и практические занятия по фонетике в Сорбонне, где он был первым преподавателем, который настаивал на том, чтобы женщинам разрешалось посещать его занятия.

## Религия
В 1886 году был одним из создателей Международной фонетической ассоциации. Один из разработчиков Международного фонетического алфавита. Также был одним из основателей христианского социализма во Франции.